# Kyle Hamilton
Kyle Hamilton (født 26. februar 1978 i Victoria) er en canadisk tidligere roer, olympisk guldvinder og tredobbelt verdensmester.
Hamilton begyndte sin elitekarriere i otteren, og med denne båd konkurrerede han først ved de store stævner i 2002, hvor han var med til at vinde VM-guld, en bedrift canadierne gentog året efter. Båden var derfor en af favoritterne ved OL 2004 i Athen. Canadierne blev nummer to i det indledende heat, besejret af USA, hvor begge både var under den gældende verdensrekord. Canadierne vandt derpå opsamlingsheatet, hvilket kvalificerede dem til A-finalen. Her havde de svært ved at følge med og endte som nummer fem, næsten ti sekunder efter de amerikanske vindere.
Efter OL 2004 roede Hamilton i perioder i andre bådtyper, herunder toer uden styrmand og firer uden styrmand, dog uden den helt store succes. Det blev bedre, da han vendte tilbage til otteren, der vandt flere World Cup-sejre i 2007 og 2008 samt VM i 2007. Canadierne var derfor igen blandt favoritterne ved OL 2008 i Beijing. Den canadiske otter vandt da også sit indledende heat, og i finalen førte canadierne hele vejen, så de sluttede med et forspring til Storbritannien på over et sekund med USA på tredjepladsen. Udover Hamilton bestod bådens besætning af Kevin Light, Andrew Byrnes, Jake Wetzel, Malcolm Howard, Dominic Seiterle, Adam Kreek, Ben Rutledge og styrmand Brian Price – fem af bådens besætning var gengangere fra OL 2004. Canadierne blev dermed de første forsvarende verdensmestre, der vandt OL-guld, siden DDR gjorde det i 1979-1980.
Hamilton indstillede sin elitekarriere i roning efter OL 2008.

## OL-medaljer
- 2008:  Guld i otter